# 明斯基时刻
明斯基时刻指在信贷周期或者景氣循環中，资产价格的大幅下跌。
在长期的经济繁荣中，资产价格上涨会导致投机性的贷款增加，而过多投机所产生的债务会造成投资者的现金流紧缺，即资产产生的现金流不足以支付债务需要的利息。当债权人要求偿还债务时，深陷债务问题的投资者必须卖掉资产价格相对稳定的投资物来维持现金流，然而此时已经没有交易对手方会支付如此高的资产价格。一系列的抛售将导致资产价格进一步下跌，以及流动性紧张，并最终造成资产价格的崩溃。
“明斯基周期”是一個更廣泛的概念，由一系列重複的明斯基时刻組成：一段时间的稳定鼓励了投機，投機造成損失而导致一段时间的不稳定，而这又导致更保守和回避风险（去杠杆）的行为，直到稳定性恢复，从而继续下个周期的循环。在这种更廣泛的概念中，明斯基周期適用於更广泛的人类活动，而不仅限于投资经济学。
这个概念是由PIMCO的保罗·麦克里在1998年提出用来描述1998年俄罗斯金融危机， 以海曼·明斯基名字命名。麦克里将2007年–2008年環球金融危機的开始，即2007年8月视为明斯基时刻，并称之后的危机是“反明斯基过程”， 而也有人将之前2007年6月的两个贝尔斯登基金的失败视为明斯基时刻的开始。
虽然海曼·明斯基被普遍认为是后凯恩斯学派，但该理论与奥地利经济周期理论类似。

## 延伸阅读
- What's a Minsky moment? （页面存档备份，存于） – Seattle Post-Intelligencer
- Housing Minsky moment （页面存档备份，存于） – Doctor Housing Bubble
- Have we reached a Minsky moment? – MoneyWeek
- The Minsky Moment （页面存档备份，存于）, by John Cassidy – The New Yorker